# Gries (Bas-Rhin)
Gries (Duits: Gries im Elsass)  is een gemeente in het Franse departement Bas-Rhin (regio Grand Est). De gemeente behoort tot het kanton Brumath en het arrondissement Haguenau-Wissembourg. Gries telde op 1 januari 2022 2.886 inwoners.

## Geografie
De oppervlakte van Gries bedroeg op 1 januari 2022 12,23 vierkante kilometer; de bevolkingsdichtheid was toen 236 inwoners per km².

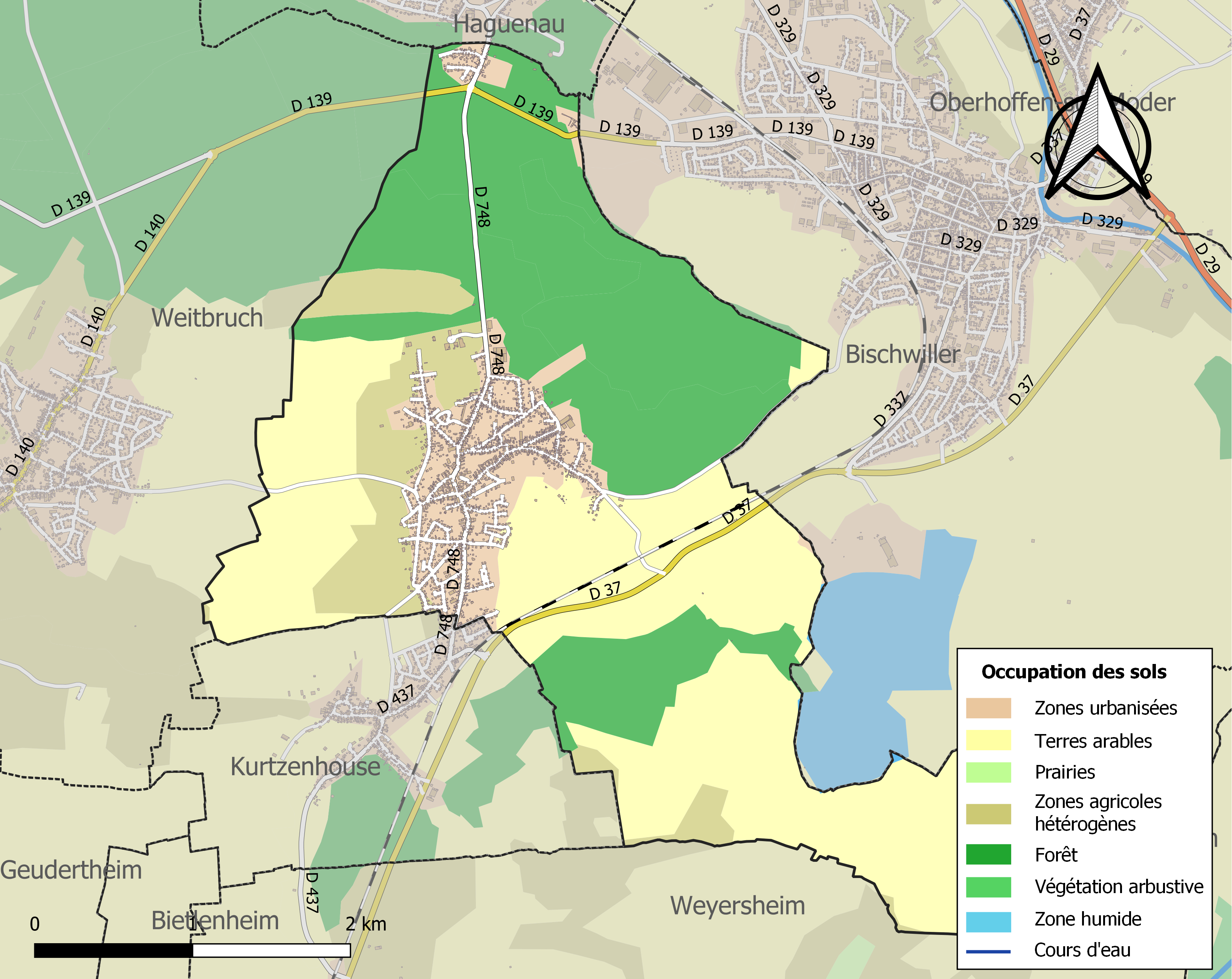
Kaart van de gemeente met de belangrijkste infrastructuur, bodemgebruik en omliggende gemeenten

## Demografie
Onderstaande figuur toont het verloop van het inwonertal (bron: INSEE-tellingen).